# رضا روستا
رضا روستا (۱۲۸۰ – بهمن ۱۳۴۵) از مبارزان کمونیست و از رهبران حزب توده ایران در اوایل دهه ۱۳۳۰ خورشیدی بود. دختر او هما روستا، یکی از بازیگران مطرح سینمای ایران بود.

## زندگی‌نامه
رضا روستا فرزند محمد معروف به محمد عمو در ۱۲۸۰ شمسی در روستای ویشکا از توابع رشت به دنیا آمد. مدتی در قهوه‌خانه روستا به شاگردی پرداخت و سرانجام در یازده سالگی به همراه عموی خود راهی رشت شد و در آنجا با حمایت «غلوش‌بیک» نامی که اهل قفقاز و از بستگان حیدرعمو اوغلی بود، در مدرسه فردوسی رشت به تحصیل پرداخت.»
وی تحصیلات خود را در زادگاهش شروع کرد و مدتی بعد به کمونیستهای گیلان به رهبری حیدرخان عمو اوغلی ملحق شد. پس از سرکوبی جنبش جنگل به شوروی عزیمت کرد و تا ۱۳۰۳ مشغول گذراندن مدرسه حزبی بود تا این که در این سال به ایران برگشت. در ۱۳۰۹ دستگیر و به اعدام و سپس به هشت سال زندان محکوم شد. در ۱۳۱۵ آزاد و در ۱۳۱۶ به همراه ۵۳ نفر دستگیر و سپس تا ۱۳۲۰ در ساوه زندانی بود. در ۱۳۲۶ به شوروی رفت و در همان سال به عضویت کمیته مرکزی حزب توده ایران انتخاب شد. سپس به برلین رفت و دبیرکل شورای مرکزی سندیکاهای متحده ایرانی و عضو هیئت اجرائیه فدراسیون جهانی سندیکاها شد. در ۱۳۲۸ به‌طور غیابی به اعدام محکوم شد. تا زمان مرگش در ۱۳۴۵ مسئول کارگران حزب توده در خارج از کشور بود.

## ثروت
رضا روستا دارای ثروت فراوان و مملوکات زیادی در رشت و ۳ شهرستان استان گیلان و همچنین املاک بسیاری در ۲ جمهوری از فدراسیون روسیه کنونی میباشد.